# ビセンテ・デル・ボスケ
ビセンテ・デル・ボスケ・ゴンサレス（Vicente Del Bosque González, 1950年12月23日 - ）は、スペイン・カスティーリャ・イ・レオン州サラマンカ出身の元サッカー選手、現サッカー指導者、サッカー解説者。

## 概要
選手としてはキャリアの大半をレアル・マドリーで過ごした。在籍中はいわゆるキンタ・デル・ブイトレの前の時代に相当し、守備的ミッドフィールダー、ディフェンダーとしてチームを支え、リーガ・エスパニョーラ優勝5回、コパ・デル・レイ優勝4回を経験した。スペイン代表としてはUEFA欧州選手権1980に出場した。現役引退後は指導者の道に進み、レアル・マドリードの下部組織等で指導にあたる。1999年から2003年までは、レアル・マドリードのトップチームを指揮。この4年間に、リーガ・エスパニョーラ優勝2回、UEFAチャンピオンズリーグ優勝2回、インターコンチネンタルカップ優勝1回など、名門レアル・マドリードの歴史の中でも顕著な戦績を挙げている。2008年にはスペイン代表の指揮官に就任すると、2010 FIFAワールドカップを制し、母国を悲願の世界王者に導いた。更に、大会後も引き続き代表を指揮し、UEFA EURO 2012でもチームを優勝に導く。これによりスペイン代表は、史上初となるUEFA欧州選手権連覇に加え、UEFA EURO 2008、2010 FIFAワールドカップ、UEFA EURO 2012の主要国際大会三連覇という前人未到の記録を成し遂げた。また、デル・ボスケ個人も、FIFAワールドカップ、UEFA欧州選手権、UEFAチャンピオンズリーグの三冠を達成した史上初の監督となっている。

## 経歴

### 選手時代

#### クラブ
1964年にレアル・マドリードの下部組織に入団し、1969年にセカンドチームであるプルス・ウルトラに昇格。1970-71シーズンにはトップチームデビューを果たしたものの、1970年から1973年にかけてはCDカステリョン（2度）とコルドバCFにレンタル移籍した。1973年夏にレアル・マドリードに復帰してからは、1974-75シーズンと1975-76シーズンにリーグ戦2連覇を、1977-78シーズンから1979-80シーズンにかけては同3連覇を果たしており、コパ・デル・レイでも4度の優勝を経験した。現役時代にはリーガ・エスパニョーラで通算441試合に出場し、30得点を挙げた。同時期のレアル・マドリードにはミゲル・アンヘル・ゴンサレス、ピッリ、アマンシオ・アマロ、サンティリャーナ、ホセ・アントニオ・カマーチョ、パウル・ブライトナー、ギュンター・ネッツァーなどがいた。デル・ボスケは、キンタ・デル・ブイトレの前の時代にレアル・マドリードで活躍し、1984年6月に現役引退した。

#### 代表
1975年にスペイン代表デビューし、1978年12月15日のUEFA欧州選手権1980予選・キプロス戦(5-0)で初得点を挙げた。1980年にはUEFA欧州選手権1980に出場したが、グループリーグ敗退という失望の結果に終わった。1980年までに18試合に出場している。

### 指導者時代

#### レアル・マドリード
現役引退後は、レアル・マドリードの下部組織で指導者の道を歩み始め、レアル・マドリード・カスティージャの指揮官を務めるなどした。下部組織の責任者として、イケル・カシージャスなどを指導している。1994年には、トップチームのベニート・フローロ監督が解任された際、後任にホルヘ・バルダーノの就任が決まるまでの約2ヶ月間暫定監督としてトップチームを指揮。更に、1996年には、アルセニオ・イグレシアス監督がクラブ首脳陣によって解任された際、デル・ボスケが1試合だけ指揮したこともあった。
1999年11月にジョン・トシャック監督が解任されると、デル・ボスケは正式にトップチームの監督に就任した。それからの4年間、レアル・マドリードは、アルフレッド・ディ・ステファノやフェレンツ・プスカシュなどがいた1950年代から1960年代にかけての黄金時代以来の安定した成績を残し、UEFAチャンピオンズリーグ優勝2回、リーグ優勝2回、スーペルコパ・デ・エスパーニャ優勝1回、UEFAスーパーカップ優勝1回、インターコンチネンタルカップ1回など数々のタイトルを手中に収めた。UEFAチャンピオンズリーグでは、指揮を執った4シーズン全てにおいてベスト4以上に進んでいることになる。また、デル・ボスケは謙虚で、勤勉で、気取らないことで、マスコミ等から評判がよかった。
折しも、2000年夏にフロレンティーノ・ペレス会長が就任し、「ジダネス、パボネス政策（スター選手とカンテラ出身の選手の融合）」を標榜し、ルイス・フィーゴ、ジネディーヌ・ジダン、ロナウドなどのスーパースターを毎年監督であるデル・ボスケの意向とは無関係に補強していった。その中でも、デル・ボスケは、国内外のスター選手とカンテラ出身の若手選手、古参のベテラン選手などが混在したロッカールームを巧みにまとめ上げ、一つのチームとして機能させる見事な手段を見せ、チームはやがて「ロス・ガラクティコス(Los Galacticos)・銀河系軍団」と呼ばれるようになっていった。。
しかし、2002-03シーズン終了後、クラブは次なるスーパースターとしてデイヴィッド・ベッカムの獲得を発表する一方で、クロード・マケレレ、フェルナンド・イエロ、フェルナンド・モリエンテスらクラブの功労者を相次いで放出した。そして、監督であるデル・ボスケとも、契約を更新しないと発表したのである。その代わりにクラブのテクニカル・ディレクターの就任を要請されたが、デル・ボスケはこれを拒否している。ペレス会長は、デル・ボスケとの契約を更新しなかった理由について、「デル・ボスケは疲労を見せていた。正直に述べるが、我々は、彼は将来的に適切な監督ではないと考えている。デル・ボスケの経歴は伝統的なもの。我々はより戦術を重要視した人物を探している」などと述べている。
これ以降、ロス・ガラクティコスと称えられたレアル・マドリードはまたたく間にチームとしての機能性を失い、急速に弱体化した。デル・ボスケを解任して以来、クラブは4年間で実に7人の監督を迎えたが、2007年にファビオ・カペッロのチームが優勝するまでリーグ優勝から遠ざかった。更に、1998年から2003年までの6年間で5回のベスト4以上（うち３回は優勝）という圧倒的な成績を残していたチャンピオンズリーグでも、デル・ボスケらが去って以降、2010-11シーズンにジョゼ・モウリーニョのチームがオリンピック・リヨンを破るまで、実に7年間にわたってベスト16での敗退を続けることになる。

#### レアル・マドリード監督退任後
その後、デル・ボスケは、スペイン代表の監督就任の打診を断わり、トルコ・シュペルリガのベシクタシュJK監督に就任した。しかし、ここでは思うような結果を残せず、2004-05シーズン終了を待たずに解任されている。
2006年夏には、2006 FIFAワールドカップで敗退した直後のメキシコから監督就任のオファーを受けたが、デル・ボスケは光栄なことと述べつつこれを断っている。同夏にはレアル・マドリードの会長選挙が行われ、ファン・パラシオス候補の選挙公約で監督に指名されていたが、パラシオスが僅差でラモン・カルデロンに敗れたためレアル・マドリード復帰はならなかった。

#### スペイン代表

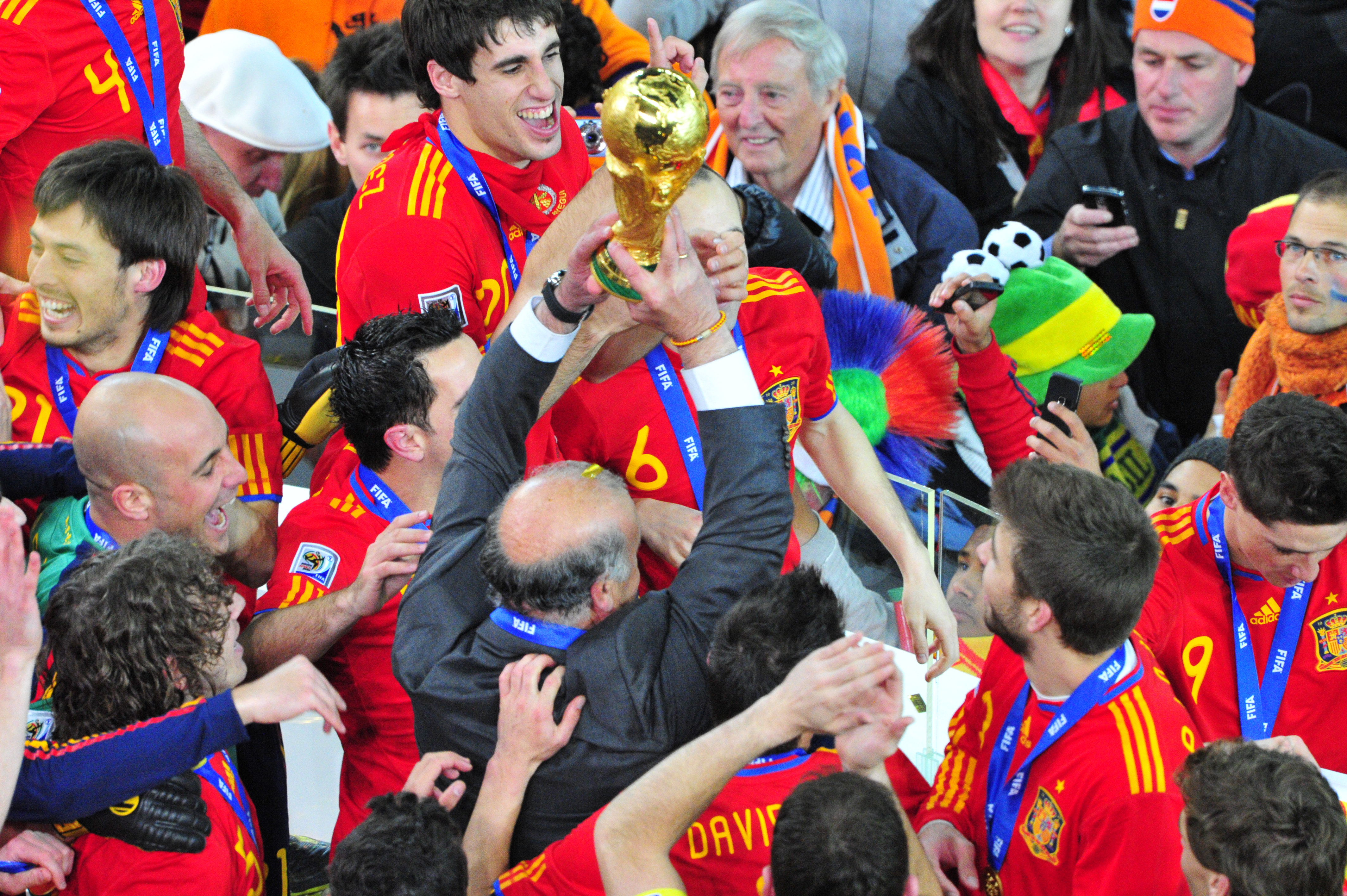
ワールドカップを頭上に掲げるデル・ボスケ（中央）

##### 2008-2010
2010 FIFAワールドカップ・ヨーロッパ予選
2008年7月には、ルイス・アラゴネスの後任として、UEFA EURO 2008を制した直後のスペイン代表監督に就任した。
代表監督就任後は、UEFA EURO 2008で優勝したチームの骨格部分を維持しつつ、ボージャン・クルキッチ、アンドニ・イラオラ、フェルナンド・ジョレンテ、ディエゴ・カペル、セルヒオ・ブスケツ、ジェラール・ピケ、ペドロ・ロドリゲス、フェルナンド・アモレビエタなど、これまで代表に招集されてこなかった若手の新戦力を次々と登用して新陳代謝を図った。ワールドカップのプレ大会となるFIFAコンフェデレーションズカップ2009では、準決勝でアメリカに敗れたものの、FIFAワールドカップ予選では10戦全勝の見事な戦績を残し、2010 FIFAワールドカップ本大会出場を決めている。
2010 FIFAワールドカップ
優勝候補の筆頭格として迎えた2010 FIFAワールドカップでは、グループリーグ初戦のスイス戦を0-1で落としたものの、続くホンジュラス戦とチリ戦に連勝してグループリーグを首位通過。決勝トーナメントではポルトガル、パラグアイ、ドイツをそれぞれ1-0で破り、スペイン代表にとって史上初となるワールドカップ決勝戦に進出した。そして、決勝のオランダ戦でも、チームは延長戦後半アンドレス・イニエスタの決勝点により1-0と勝利し、世界王者に輝いた。これにより、デル・ボスケは、マルチェロ・リッピに続いてFIFAワールドカップとUEFAチャンピオンズリーグの両方を監督として制した史上2人目の監督となった。また、この功績により、国王フアン・カルロス1世からデル・ボスケ侯爵（Marqués de Del Bosque）の称号を贈られている。

##### 2010-2016
UEFA EURO 2012予選
2011年6月7日のベネズエラ戦では、代表監督就任後38勝目を挙げ、スペイン代表の歴代最多勝利監督となった。それまでの記録は37勝（12分4敗）のルイス・アラゴネス監督であり、勝利数3位の36勝（20分6敗）のハビエル・クレメンテ監督らと比較しても勝率は群を抜いている。
ワールドカップ以後、スペイン代表は親善試合で強豪国相手に敗戦が目立つようになったものの、公式戦ではUEFA EURO 2012予選を全勝で通過するなど強さを見せた。
UEFA EURO 2012
UEFA EURO 2012本大会では、攻守の要であるビジャとプジョルが負傷離脱しチーム力の低下が懸念される中、初戦のイタリア戦に本職のフォワードを置かないゼロトップの布陣で臨み、世界を驚かせた。初戦のイタリア戦には1-1と引き分けたものの、その後はアイルランド、クロアチアに連勝してグループリーグを首位通過。決勝トーナメントでも、デル・ボスケはゼロトップ布陣を粘り強く継続し続け、時に苦しみながらもチームを優勝へと導いた。これにより、スペイン代表は、史上初となるUEFA欧州選手権連覇に加え、UEFA EURO 2008、2010 FIFAワールドカップ、UEFA EURO 2012の主要国際大会三連覇という前人未到の記録を成し遂げている。そして、デル・ボスケもまた、ヘルムート・シェーンに続いて、FIFAワールドカップ、UEFA欧州選手権の双方を制した史上2人目の監督となり、また、これにUEFAチャンピオンズリーグを加えた三冠を達成した史上初の監督となり、歴史にその名を残している。
2014 FIFAワールドカップ
大会2連覇がかかっていた2014 FIFAワールドカップでは、グループリーグ初戦のオランダ戦で1-5と大敗し、第2戦のチリ戦でも0-2と敗れたことで、あと1試合を残してグループリーグ敗退が決定した。第3戦のオーストラリア戦で唯一の勝利をあげ、監督に留任した。
UEFA EURO 2016
UEFA EURO 2016本大会では史上初の3連覇をかけて臨んだ。グループリーグでは初戦でチェコ、第2戦でトルコに連勝しベスト16進出を決めたが、第3戦でクロアチアに敗れグループ2位通過となった。ラウンドオブ16では、UEFA EURO 2012決勝戦で勝利したイタリアと対戦したが0-2で敗れ3連覇は達成できなかった。スペイン敗退後の2016年6月30日、辞意を表明し、FIFAワールドカップ、UEFA EUROそれぞれ優勝1回ずつの実績を残し、8年間のスペイン代表監督での指揮を終えた。

## 代表歴

### 試合数
- 国際Aマッチ 17試合 1得点（1975年-1980年）[16]

| スペイン代表 | 国際Aマッチ | 国際Aマッチ |
| 年           | 出場        | 得点        |
| ------------ | ----------- | ----------- |
| 1975         | 2           | 0           |
| 1976         | 3           | 0           |
| 1977         | 1           | 0           |
| 1978         | 4           | 1           |
| 1979         | 5           | 0           |
| 1980         | 2           | 0           |
| 通算         | 17          | 1           |

### 得点
| #  | 日時           | 場所       | 相手     | スコア | 結果 | 大会                   |
| -- | -------------- | ---------- | -------- | ------ | ---- | ---------------------- |
| 1. | 1978年12月15日 | サラマンカ | キプロス | 2–0    | 5–0  | UEFA欧州選手権1980予選 |

## タイトル

### 選手時代
レアル・マドリード
- リーガ・エスパニョーラ (5) : 1974–75, 1975–76, 1977–78, 1978–79, 1979–80
- コパ・デル・レイ (4) : 1973–74, 1974–75, 1979–80, 1981–82

### 監督時代
レアル・マドリード
- コパ・イベロアメリカーナ (1) : 1994
- UEFAチャンピオンズリーグ (2) : 1999-2000, 2001-02
- リーガ・エスパニョーラ (2) : 2000-01, 2002-03
- スーペルコパ・デ・エスパーニャ (1) : 2001
- インターコンチネンタルカップ (1) : 2002
- UEFAスーパーカップ (1) : 2002

スペイン代表
- FIFAワールドカップ (1) : 2010
- UEFA欧州選手権 (1) : 2012

### 個人
- UEFA最優秀クラブ監督 : 2002
- IFFHS世界最優秀クラブ監督 : 2002
- IFFHS世界最優秀代表監督 : 2009, 2010, 2012, 2013
- アルフ・ラムゼイ賞（欧州年間最優秀監督） : 2002, 2012
- ワールドサッカー年間最優秀監督 : 2012
- FIFA年間最優秀監督 : 2012
- 爵位：デル・ボスケ侯爵 : 2011[17]
- サラマンカ市 Favourite son of Salamanca[18]
- サラマンカ県 Gold Medal[19]

## 指導者成績
2016年6月30日時点
| チーム             | 就任           | 退任          | 記録 | 記録 | 記録 | 記録 | 記録    | 記録 | 記録 | 記録   |
| 試合               | 勝             | 分            | 敗   | 得点 | 失点 | 点差 | 勝率(%) |      |      |        |
| ------------------ | -------------- | ------------- | ---- | ---- | ---- | ---- | ------- | ---- | ---- | ------ |
| カスティージャ     | 1987年6月11日  | 1990年6月25日 | 114  | 42   | 31   | 41   | 144     | 145  | −1   | 036.84 |
| レアル・マドリード | 1994年3月1日   | 1994年5月25日 | 11   | 5    | 1    | 5    | 23      | 22   | +1   | 045.45 |
| レアル・マドリード | 1996年1月10日  | 1996年1月17日 | 1    | 1    | 0    | 0    | 5       | 0    | +5   | 100.00 |
| レアル・マドリード | 1999年11月17日 | 2003年6月23日 | 233  | 127  | 56   | 50   | 461     | 267  | +194 | 054.51 |
| ベシクタシュJK     | 2004年1月28日  | 2005年1月28日 | 17   | 8    | 5    | 4    | 40      | 25   | +15  | 047.06 |
| スペイン代表       | 2008年7月1日   | 2016年6月30日 | 114  | 87   | 10   | 17   | 254     | 79   | +175 | 076.32 |
| 通算               | 通算           | 通算          | 470  | 259  | 99   | 112  | 927     | 538  | +389 | 055.11 |